# Connarus megacarpus
Connarus megacarpus är en tvåhjärtbladig växtart som beskrevs av Sidney Fay Blake. Connarus megacarpus ingår i släktet Connarus och familjen Connaraceae. Inga underarter finns listade i Catalogue of Life.